# Ramon (IV) de Tolosa
Ramon (IV) de Tolosa de Llenguadoc mort vers el 961 va ser comte de Tolosa de Llenguadoc, Albi i Nimes (942-961)
Va succeir al seu pare Ramon III / Ponç I a l'entorn del 950 (és esmentat per darrer cop el 844). El Còdex de Roda esmenta a Regemundus fill de Pontio i d'una filla de Garcia Sanç. El ducat d'Aquitània i comtat d'Alvèrnia, que posseïa el seu pare, li fou arrabassat al pujar al tron per Guillem III d'Aquitània.
Se suposa que la seva esposa va poder ser Gundinilis, una dama no identificada esmentada al testament de la comtessa Garsenda de Gascunya que cita a un "…Raymundo filio Gundinildis nepoti meo" (el meu net Ramon, fill de Gundinilis) que en aquest cas es referiria a Ramon (V) de Tolosa, fill de Ramon IV. Settipani no obstant pensa que la seva esposa fou Emilda de Roergue.
Settipani estableix dos possibles fills, i considera a Hug el gran:
- Hug de Tolosa, comte de Tolosa 961-972.[5] Settiponi suposa que seria el "Ugoni comiti nepoti meo…" (el meu net el comte Hug) del testament de Garsenda de Gascunya i com que l'esmenta abans que Ramon suposa que era el fill gran o almenys el fill més gran viu. Si al testament, datat el 972, esmenta a Hug com a comte, voldria dir que ho era en aquella data, però hauria mort poc després sense fills o s'hauria retirat a la vida monàstica, deixant pas al seu germà.
- Ramon (V) de Tolosa, comte de Tolosa 972-978

La Fundació per la Genealogia Medieval considera fins a quatre fills, sent Hug el segon. Així esmenta a:
- Ramon († "in Garazo"[8] vers 972/979) comte de Tolosa

- Hug de Tolosa (mort en una cacera em data desconeguda vers 1000), bisbe.[9]

- Letgarda († vers 980), esposa de Borrell II de Barcelona considerada tradicionalment a suggeriment de Étienne Baluze, com filla de Ramon III Ponç I quan l'existència de Ramon (IV) i Ramon (V) no havia estat tinguda en compte. D'acord amb la Fundació això no obstant, els fills de Ramon III Ponç I haurien d'haver nascut cap a 920/940 i si Letgarda pertanyia a la família tolosana (cosa encara per establir amb seguretat) hauria de ser filla de Ramon (IV) els fills del qual haurien d'haver nascut entre 940/960[10]

- Una filla casada amb Aimeric comte de Saintes, esmentat com a net de Raimundo Pictavensis comitis al que s'associa amb Ramon III Ponç I (ja que no hi ha cap comte Ramon de Poitiers) que fou duc d'Aquitània i comte d'Alvèrnia i, per tant, vinculat al comtat de Poitou.